# 毘沙ノ鼻
毘沙ノ鼻（びしゃのはな）は、山口県下関市吉母字御崎にある本州最西端の岬である。

## 地理
本州西端で響灘に面する位置にあり、北緯34度6分39秒 東経130度51分37秒 / 北緯34.11083度 東経130.86028度座標: 北緯34度6分39秒 東経130度51分37秒 / 北緯34.11083度 東経130.86028度。西へ約5kmに蓋井島がある。

## 観光
岬には、海抜120メートルの所に駐車場の備わった展望広場がある。駐車場から展望広場までは約200メートルの距離があり、遊歩道が整備されている。入場できるのは8:00から日没までである。
日本海に沈んでゆく夕日は、本州本土で一番遅い夕暮れとして『しものせき観光キャンペーン実行委員会』に宣伝されている。本州最西端の地「毘沙ノ鼻」の到達証明書をJR下関駅・新下関駅構内の観光案内所で1枚100円にて発行している。※『しものせき観光キャンペーン実行委員会』への郵送でも発行可能である。また本州の東西南北最端の地（岩手県宮古市【本州最東端】、山口県下関市【本州最西端】、和歌山県串本町【本州最南端】、青森県大間町【本州最北端】）で提携・推進している本州四端ネットでは、「本州四端踏破ラリー」を開催している。本州四端を訪れた旅行者を対象とし、本州四端の到着証明書のコピー又は、本州四端に到着したことが分かる本人が写っている写真を本州四端協議会（事務局：下関市総合政策部企画課）へ郵送することで本州四端踏破証明書と記念品が貰える仕組みとなっている。
なお、厳密な本州最西端である岩場にも石碑が建てられている。しかし、下関市の最終処分場である下関市環境部吉母管理場（山口県下関市吉母字舟頭332-1地先）の敷地内であるため、一般者は自由に見学することはできない。吉母管理場の事務所で許可を得れば、石碑の見える場所まで立ち入ることができる。ただし、処分場埋立地の更に先の険しい断崖の岩場に立っており、そこまで安全に到達することは事実上困難である。そのため下関市はこちらを案内していない。

## アクセス
- 鉄道：山陰本線吉見駅から車で約25分（駅前にタクシー営業所あり）。

※吉見駅から約7km、梅ケ峠駅から約6km、サンデン交通バス吉母港バス停から約4km離れており、近隣には公共交通機関はない。

## ギャラリー

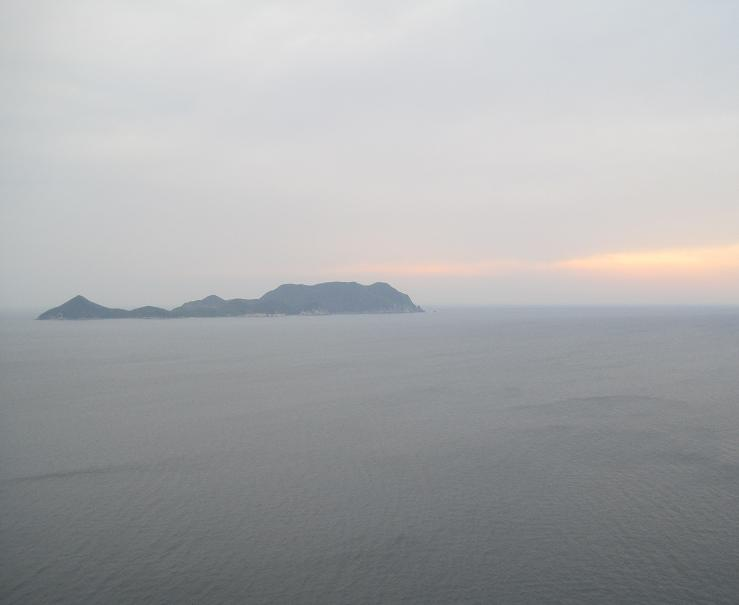
蓋井島
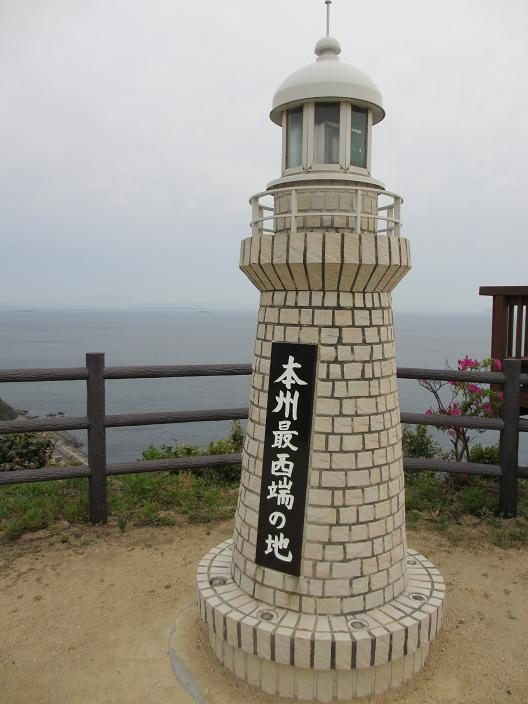
本州最西端の碑